# Пам'ятки історії Ялтинської міськради
На території Ялтинської міськради на обліку перебуває 197 пам'яток історії.
| № п/п                  | Обліковій номер        | Найменування пам'ятника | місто                                  | адреса / розташування | Рішення про взяття на облік | фото |                        |
| Ялта                   | Ялта                   | Ялта | Ялта                                   | Ялта | Ялта | Ялта | Ялта                   |
| Національного значення | Національного значення | Національного значення | Національного значення                 | Національного значення | Національного значення | Національного значення | Національного значення |
| ---------------------- | ---------------------- | --- | -------------------------------------- | --- | --- | --- | ---------------------- |
| 1                      | 39-Н                   | Пам'ятник В. І. Леніну, 1954 | Ялта                                   | наб. ім. В. І. Леніна, площа В. І. Леніна | Постанова РМ УРСР від 21.07.1965 р. № 711, діл. № 39; Рішення КО від 05.09.1969 р. № 595 | |                        |
| 2                      | 010034-Н               | Будинок, в якому жив письменник А. П. Чехов, 1899–1904 рр.. | Ялта                                   | вул. Кірова, 112а | Постанова Кабінету Міністрів України від 03.09.2009 р. № 928 | |                        |
| Місцевого значення     |                        | |                                        | | | |                        |
| 1                      | -                      | Садиба Усатова Д. О. | Ялта                                   | пров. Партизанський, 4 | Рішення Ялтинського МВК від 24.01.1992 № 64 | |                        |
| 2                      | 4578                   | Будинок доктора Іванова — на 1905 р., на 1912 р. — А. А. Никитин, споруда другої половини XIX ст. | Ялта                                   | пров. Чорноморський, 3 | Наказ Рескомітету з охорони та використання пам'яток історії та культури від 02.04.2001 № 4-в, рег. № 22/308 від 17.04.2001 ГУ юстиції Мінюстиції Україні в АРК | |                        |
| 3                      | -                      | Будинок Гофшнейдера | Ялта                                   | пров. Чорноморський, 8 | Рішення Ялтинського МВК від 24.01.1992 № 64 | |                        |
| 4                      | -                      | Колишній житловий будинок Г. Ю. Овчиннікова, 1903 р. | Ялта                                   | вул. Басейна, 25, літер «А» (корпус № 4 санаторію ДП МОУ " Центральний військовий санаторій «Ялтинський» (колишній санаторій ЛенВО)                                       | Рішення Ялтинського МВК від 24.01.1992 № 64 | |                        |
| 5                      | 4566                   | Житловий будинок, на 1912 р. — М. Т. Малиновської, споруда кінця XIX ст. — початку XX ст. | Ялта                                   | вул. Бокінська, 5 | Наказ Рескомітету з охорони та використання пам'яток історії та культури від 02.04.2001 № 4-в, рег. № 22/308 від 17.04.2001 ГУ юстиції Мінюстиції Україні в АРК | |                        |
| 6                      | 4568                   | Житловий будинок та садиба Е. І. Соколової на 1912 р. — одного з основоположників вітчизняної кінематографії А. А. Хонжонкова, споруда початку XX ст.                                                               | Ялта                                   | вул. Боткінська, 15 | Наказ Рескомітету з охорони та використання пам'яток історії та культури від 02.04.2001 № 4-в, рег. № 22/308 від 17.04.2001 ГУ юстиції Мінюстиції Україні в АРК; Рішення Ялтинського МВК від 24.01.1992 № 64                                                                          | |                        |
| 7                      | 4422                   | Житловий будинок, на 1912 р. — князя Ахмед-Гирея Джамгаровіча Чингіза, споруда початку XX ст. | Ялта                                   | вул. Боткінська, 4/ вул. ім. П. Тольятті | Наказ Рескомітету з охорони та використання пам'яток історії та культури від 02.04.2001 № 4-в, рег. № 22/308 від 17.04.2001 ГУ юстиції Мінюстиції Україні в АРК; Рішення Ялтинського МВК від 24.01.1992 № 64                                                                          | |                        |
| 8                      | 4567                   | Житловий будинок, на 1905 р. — князя Чегодаєва, на 1912 р.-П. І. Семенченко-Доценко, споруда кінця XIX ст. — початку XX ст.                                                                                         | Ялта                                   | вул. Боткінська, 6, літер "А " | Наказ Рескомітету з охорони та використання пам'яток історії та культури від 02.04.2001 № 4-в, рег. № 22/308 від 17.04.2001 ГУ юстиції Мінюстиції Україні в АРК | |                        |
| 9                      | -                      | Колишній склад тютюну Богданова М. М., кінець XIX ст. | Ялта                                   | вул. Гоголя, 23 | Рішення Ялтинського МВК від 24.01.1992 № 64 | |                        |
| 10                     | -                      | Садиба В. Н. Дмитрієва | Ялта                                   | вул. Дмитрієва, 11 | Рішення Ялтинського МВК від 24.01.1992 № 64 | |                        |
| 11                     | -                      | Особняк Н. Ф. Голубева, ІІ половина XIX ст. | Ялта                                   | вул. Катерининська, 11 | Рішення Ялтинського МВК від 24.01.1992 № 64 | |                        |
| 12                     | -                      | Будинок відомого фотографа Ялти Ф. Н. Орлова, ІІ половина XIX ст. | Ялта                                   | вул. Катерининська, 2 | Рішення Ялтинського МВК від 24.01.1992 № 64 | |                        |
| 13                     | -                      | Торгові ряди графа А. А. Мордвинова. | Ялта                                   | вул. Ігнатенко, 2/ вул. К. Маркса, 4 | Рішення Ялтинського МВК від 24.01.1992 № 64 | |                        |
| 14                     | -                      | Пасаж, 1913 р. | Ялта                                   | вул. К. Маркса, 3 | Рішення Ялтинського МВК від 24.01.1992 № 64 | |                        |
| 15                     | 4570                   | Будинок та флігель лікаря Б.Ножнікова — на 1905 р.. на 1912 р. — його спадкоємців, споруда початку XX ст. | Ялта                                   | вул. Кірова, 11 | Наказ Рескомітету з охорони та використання пам'яток історії та культури від 02.04.2001 № 4-в, рег. № 22/308 від 17.04.2001 ГУ юстиції Мінюстиції Україні в АРК; Рішення Ялтинського МВК від 24.01.1992 № 64                                                                          | |                        |
| 16                     | 4572                   | Житловий будинок, на 1905 р. — Т. І. Кузнецової, на 1912 р. — А. Д. Луккі, споруда 1898 р. | Ялта                                   | вул. Кірова, 13 | Наказ Рескомітету з охорони та використання пам'яток історії та культури від 02.04.2001 № 4-в, рег. № 22/308 від 17.04.2001 ГУ юстиції Мінюстиції Україні в АРК; Рішення Ялтинського МВК від 24.01.1992 № 64                                                                          | |                        |
| 17                     | 4580                   | Флігель, на 1905–1907 рр.. — садиба Богданович Е. П., споруда кінця XIX ст. | Ялта                                   | вул. Кірова, 27а, літер «А» | Рішення Ялтинського МВК від 24.01.1992 № 64; Наказ Рескомітету з охорони та використання пам'яток історії та культури від 02.04.2001 № 4-ів, рег. № 22/308 від 17.04.2001 ГУ юстиції Мінюстиції Україні в АРК.                                                                        | |                        |
| 18                     | 4574                   | Житловий будинок, на 1905 р. — Глаголєва, на 1912 р. — Н. Ф. Мурзіна. споруда кінця XIX ст.-Початку XX ст. | Ялта                                   | вул. Кірова, 29 | Наказ Рескомітету з охорони та використання пам'яток історії та культури від 02.04.2001 № 4-в, рег. № 22/308 від 17.04.2001 ГУ юстиції Мінюстиції Україна в АРК | |                        |
| 19                     | 4575                   | Будинок, на 1905 та 1912 р. — княгині Н. А. Барятинської, споруда кінця XIX ст. | Ялта                                   | вул. Кірова, 33 | Наказ Рескомітету з охорони та використання пам'яток історії та культури від 02.04.2001 № 4-в, рег. № 22/308 від 17.04.2001 ГУ юстиції Мінюстиції Україні в АРК; Рішення Ялтинського МВК від 24.01.1992 № 64                                                                          | |                        |
| 20                     | -                      | Будинок-притча, початок XX ст. | Ялта                                   | вул. Л. Українки, 5 | Рішення Ялтинського МВК від 24.01.1992 № 64 | |                        |
| 21                     | -                      | Будівля колишнього пологового будинку Соболєва, кінець XIX ст.-Початок XX ст. | Ялта                                   | вул. Ломоносова, 9 | Рішення Ялтинського МВК від 24.01.1992 № 64 | |                        |
| 22                     | -                      | Морська готель М. Н. Латрі | Ялта                                   | вул. Морська, 3 | Рішення Ялтинського МВК від 24.01.1992 № 64 | |                        |
| 23                     | -                      | Готель "Крим ", кінець XIX ст. — початок XX ст. | Ялта                                   | вул. Московська, 1/ вул. Ігнатенко, 6 | Рішення Ялтинського МВК від 24.01.1992 № 64 | |                        |
| 24                     | -                      | Госпіталь, 1913–1916 рр.. | Ялта                                   | вул. Мухіна, 10/ пер. Свердлова, 3 (раніше вул. Мухіна, 8) | Рішення Ялтинського МВК від 24.01.1992 № 64 | |                        |
| 25                     | -                      | Будинки Зібер С. І., середина XIX ст. | Ялта                                   | вул. Нагорна, 1, 3 | Рішення Ялтинського МВК від 24.01.1992 № 64 | |                        |
| 26                     | -                      | Колишня водолікарня доктора Іванова, кінець XIX ст. | Ялта                                   | вул. Пушкінська, 31 | Рішення Ялтинського МВК від 24.01.1992 № 64 | |                        |
| 27                     | -                      | Будинок громади Червоного хреста | Ялта                                   | вул. Садова, 11 (колишній № 9) | Рішення Ялтинського МВК від 24.01.1992 № 64 | |                        |
| 28                     | -                      | Вілла Татаринової С. А., початок XX ст. | Ялта                                   | вул. Садова, 12 | Рішення Ялтинського МВК від 24.01.1992 № 64 | |                        |
| 29                     | -                      | Вілла Ізмайлової Л. И. | Ялта                                   | вул. Садова, 18, спальний корпус санаторію "Ялта ", КЧФ. | Рішення Ялтинського МВК від 24.01.1992 № 64 | |                        |
| 30                     | -                      | Корпус № 10 | Ялта                                   | вул. Свердлова, 32, корпус № 10 санаторію ДП МОУ "Центральний військовий санаторій «Ялтинський» (колишній санаторій ЛенВО)                                                | Рішення Ялтинського МВК від 24.01.1992 № 64 | |                        |
| 31                     | -                      | Колишня вілла В. І. Сазонова «Кучук-Уч-Чам», 1911 р. | Ялта                                   | вул. Свердлова, 34, літер «Б1» (корпус № 12 санаторію ДП МОУ " Центральний військовий санаторій «Ялтинський» (колишній санаторій ЛенВО                                    | Рішення Ялтинського МВК від 24.01.1992 № 64 | |                        |
| 32                     | -                      | Особняк М. В. Барятинської «Уч-Чам», середина 90-х рр.. XIX ст. | Ялта                                   | вул. Свердлова, 34, літер «Д», «д», «д1-д6» (корпус № 7 санаторію ДП МОУ " Центральний військовий санаторій «Ялтинський» (колишній санаторій ЛенВО)                       | Рішення Ялтинського МВК від 24.01.1992 № 64 | |                        |
| 33                     | -                      | Палац графа Мордвинова, 1903 р. | Ялта                                   | вул. Свердлова, 34е, літер «А» (головний корпус санаторію ДП МОУ "Центральний військовий санаторій «Ялтинський» (колишній санаторій ЛенВО)                                | Рішення Ялтинського МВК від 24.01.1992 № 64 | |                        |
| 34                     | -                      | Колишній житловий будинок Ф. Ф. Мельцера, 1914–1915 рр.. | Ялта                                   | вул. Свердлова, 43/ пер. Свердлова, 1, літер «В», «в», «в1», «в2» (корпус № 3 санаторії ДП МОУ " Центральний військовий санаторій «Ялтинський» (колишній санаторій ЛенВО) | Рішення Ялтинського МВК від 24.01.1992 № 64 | |                        |
| 35                     | -                      | Особняк Ф. Ф. Мельцера, 1901 р. | Ялта                                   | вул. Свердлова, 43/ пер. Свердлова, 1, літер «Г» (корпус № 5 санаторію ДП МОУ " Центральний військовий санаторій «Ялтинський» (колишній санаторій ЛенВО)                  | Рішення Ялтинського МВК від 24.01.1992 № 64 | |                        |
| 36                     | -                      | Будинок Кондакова Н. П., ІІ половина XIX ст. | Ялта                                   | вул. Толстого, 2 | Рішення Ялтинського МВК від 24.01.1992 № 64 | |                        |
| 37                     | -                      | Будинок Штангєєва Ф. Т., ІІ половина XIX ст. | Ялта                                   | вул. Толстого, 8 | Рішення Ялтинського МВК від 24.01.1992 № 64 | |                        |
| 38                     | -                      | Стаціонар «гастрит» доктора Лебедєва | Ялта                                   | вул. Халтуріна, 32, санаторій ім. А. П. Чехова | Рішення Ялтинського МВК від 24.01.1992 № 64 | |                        |
| 39                     | 4579                   | Будинок на 1905 р., на 1912 р. — А. П. Шадріной, споруда кінця XIX ст. | Ялта                                   | вул. Чехова, 18 | Наказ Рескомітету з охорони та використання пам'яток історії та культури від 02.04.2001 № 4-в, рег. № 22/308 від 17.04.2001 ГУ юстиції Мінюстиції Україні в АРК; Рішення Ялтинського МВК від 24.01.1992 № 64                                                                          | |                        |
| 40                     | 4582                   | Вілла, флігель, сад, на 1905 р. — садиба Маслової, на 1912 р. — князів Оболенських, споруда кінця XIX ст. | Ялта                                   | вул. Щорса, 2б, між корпусами № 6 та № 7 санаторію ім. С. М. Кірова | Наказ Рескомітету з охорони та використання пам'яток історії та культури від 02.04.2001 № 4-в, рег. № 22/308 від 17.04.2001 ГУ юстиції Мінюстиції Україні в АРК; Рішення Ялтинського МВК від 24.01.1992 № 64                                                                          | |                        |
| 41                     | 4581                   | Флігель (на 1905 р., 1912 р. — садиба князя М. Р. Долгорукова), споруда кінця XIX ст. | Ялта                                   | вул. Щорса, 4 | Наказ Рескомітету з охорони та використання пам'яток історії та культури від 02.04.2001 № 4-в, рег. № 22/308 від 17.04.2001 ГУ юстиції Мінюстиції Україні в АРК; Рішення Ялтинського МВК від 24.01.1992 № 64                                                                          | |                        |
| 42                     | 4583                   | Житлові будинки, на 1905 р. — садиба художника А. Я. Воронкова, на 1912 р. — А. Л. Воронковой, споруда кінця XIX ст. — початку XX ст.                                                                               | Ялта                                   | вул. Щорса, 7, 5, 3 | Наказ Рескомітету з охорони та використання пам'яток історії та культури від 02.04.2001 № 4-в, рег. № 22/308 від 17.04.2001 ГУ юстиції Мінюстиції Україні в АРК; Рішення Ялтинського МВК від 24.01.1992 № 64                                                                          | |                        |
| 43                     | 4584                   | Вілла, на 1905 р. і 1912 р. — садиба М. А. Кочубей, споруда кінця XIX ст. | Ялта                                   | вул. Щорса, 7в (між будинком № 7 по вул. Щорса та корпусом № 10 санаторію ім. Кірова)                                                                                     | Наказ Рескомітету з охорони та використання пам'яток історії та культури від 02.04.2001 № 4-в, рег. № 22/308 від 17.04.2001 ГУ юстиції Мінюстиції Україні в АРК; Рішення Ялтинського МВК від 24.01.1992 № 64                                                                          | |                        |
| м. Алупка              |                        | |                                        | | | |                        |
| 1                      | -                      | Цвинтар Святого Михайла Архангела | Алупка                                 | старе кладовище | Рішення Ялтинського МВК від 24.01.1992 № 64 | |                        |
| 2                      | -                      | Дача Трейберга, початок XX ст. | Алупка                                 | територія санаторію «Дзержинського» (корпус № 6 санаторію « Зелений мис»)                                                                                                 | Рішення Ялтинського МВК від 24.01.1992 № 64 | |                        |
| 3                      | -                      | Адміністративне будинок міської лікарні, початок XX ст. | Алупка                                 | вул. Лікарняний тупик | Рішення Ялтинського МВК від 24.01.1992 № 64 | |                        |
| 4                      | -                      | Дача, початок XX ст. | Алупка                                 | вул. Лікарняний тупик, 1, дитяче відділення Алупкінської міської лікарні.                                                                                                 | Рішення Ялтинського МВК від 24.01.1992 № 64 | |                        |
| 5                      | -                      | Будинок генерала Майкова, початок XX ст. | Алупка                                 | вул. Західна, 12 | Рішення Ялтинського МВК від 24.01.1992 № 64 | |                        |
| 6                      | -                      | Дача Шликова, початок XX ст. | Алупка                                 | вул. Західна, 22 (вул. Леніна, 10) | Рішення Ялтинського МВК від 24.01.1992 № 64 | |                        |
| 7                      | -                      | Дача барона Тізенхаузена, початок XX ст. | Алупка                                 | вул. Крутий спуск, 10, корпус санаторію МВС | Рішення Ялтинського МВК від 24.01.1992 № 64 | |                        |
| 8                      | -                      | Дача, початок XX ст. | Алупка                                 | вул. Крутий спуск, 10, корпус санаторію МВС | Рішення Ялтинського МВК від 24.01.1992 № 64 | |                        |
| 9                      | -                      | Дача Удаленнікових, початок XX ст. | Алупка                                 | вул. Крутий спуск, 16, 18 | Рішення Ялтинського МВК від 24.01.1992 № 64 | |                        |
| 10                     | -                      | Дача Боткіна, початок XX ст. | Алупка                                 | вул. Крутий спуск, 8 | Рішення Ялтинського МВК від 24.01.1992 № 64 | |                        |
| 11                     | -                      | Дача, початок XX ст. | Алупка                                 | вул. Леніна, 16, 1-е відділення санаторію «Крим» | Рішення Ялтинського МВК від 24.01.1992 № 64 | |                        |
| 12                     | -                      | Дача Циммерман, початок XX ст. | Алупка                                 | вул. Леніна, 18 | Рішення Ялтинського МВК від 24.01.1992 № 64 | |                        |
| 13                     | -                      | Дача Разумової, початок XX ст. | Алупка                                 | вул. Леніна, 20 | Рішення Ялтинського МВК від 24.01.1992 № 64 | |                        |
| 14                     | -                      | Дача, початок XX ст. | Алупка                                 | вул. Леніна, 3 | Рішення Ялтинського МВК від 24.01.1992 № 64 | |                        |
| 15                     | -                      | Дача доктора Борисова, початок XX ст. | Алупка                                 | вул. Леніна, 32, середня школа № 2 | Рішення Ялтинського МВК від 24.01.1992 № 64 | |                        |
| 16                     | -                      | Корпус ім. Ізергіна, початок XX ст. | Алупка                                 | вул. Леніна, 33, корпус санаторію ім. Боборова. | Рішення Ялтинського МВК від 24.01.1992 № 64 | |                        |
| 17                     | -                      | Корпус санаторію з церквою, початок XX ст. | Алупка                                 | вул. Леніна, 35, клуб санаторію ім. Боборова/корпус " Світлий " і «ім. Семашко» (корпус № 3) санаторію ім. А. А. Боброва/                                                 | Рішення Ялтинського МВК від 24.01.1992 № 64 | |                        |
| 18                     | -                      | Дача Шведінової В. Г. (вілла "Марія "), початок XX ст. | Алупка                                 | вул. Леніна, 42 | Рішення Ялтинського МВК від 24.01.1992 № 64 | |                        |
| 19                     | -                      | Дача Алексєєвих, початок XX ст. | Алупка                                 | вул. Леніна, 48, житловий фонд санаторію « Зелений мис» | Рішення Ялтинського МВК від 24.01.1992 № 64 | |                        |
| 20                     | -                      | Павільйон-магазини, початок XX ст. | Алупка                                 | вул. Леніна, 5, східна частина-санаторій « Марат „; західна частина-“ Зелений мис»                                                                                        | Рішення Ялтинського МВК від 24.01.1992 № 64 | |                        |
| 21                     | -                      | Дача Зелінського, початок XX ст. | Алупка                                 | вул. Леніна, 50, корпус санаторію « Зелений мис» | Рішення Ялтинського МВК від 24.01.1992 № 64 | |                        |
| 22                     | -                      | Дача Балінов, початок XX ст. | Алупка                                 | вул. Леніна, 50, корпус санаторію « Зелений мис» | Рішення Ялтинського МВК від 24.01.1992 № 64 | |                        |
| 23                     | -                      | Корпус № 2 санаторію " Зелений мис ", початок XX ст. | Алупка                                 | вул. Леніна, 50, корпус № 2 санаторію « Зелений мис» | Рішення Ялтинського МВК від 24.01.1992 № 64 | |                        |
| 24                     | -                      | Дача Красавиной, початок XX ст. | Алупка                                 | вул. Леніна, 50, корпус № 3 санаторію « Зелений мис» | Рішення Ялтинського МВК від 24.01.1992 № 64 | |                        |
| 25                     | -                      | Будівля церковно — парафіяльної школи, початок XX ст. | Алупка                                 | вул. Леніна, 8 | Рішення Ялтинського МВК від 24.01.1992 № 64 | |                        |
| 26                     | -                      | Дача Касимова, початок XX ст. | Алупка                                 | вул. Р. Люксембург/вул. Фрунзе, 16 | Рішення Ялтинського МВК від 24.01.1992 № 64 | |                        |
| 27                     | -                      | Дача Чернякова, початок XX ст. | Алупка                                 | вул. Санаторний тупик, 8 | Рішення Ялтинського МВК від 24.01.1992 № 64 | |                        |
| 28                     | -                      | Житловий будинок, початок XX ст. | Алупка                                 | вул. Севастопольське шосе, 18 | Рішення Ялтинського МВК від 24.01.1992 № 64 | |                        |
| 29                     | -                      | Колишня млин, кінець XIX ст.-Початок XX ст. | Алупка                                 | вул. Севастопольське шосе, 8, будівля санаторію «Шахтар» | Рішення Ялтинського МВК від 24.01.1992 № 64 | |                        |
| 30                     | -                      | Дача, кінець XIX ст. — початок XX ст. | Алупка                                 | вул. Фрунзе, 15, гуртожиток санаторію «Сонячний» | Рішення Ялтинського МВК від 24.01.1992 № 64 | |                        |
| 31                     | -                      | Дача Лутовинова, початок XX ст. | Алупка                                 | вул. Фрунзе, 19, відеосалон санаторію «Сонячний» | Рішення Ялтинського МВК від 24.01.1992 № 64 | |                        |
| 32                     | -                      | Дача Воскресенського, початок XX ст. | Алупка                                 | вул. Фрунзе, 19, корпус № 9 санаторію «Сонячний» | Рішення Ялтинського МВК від 24.01.1992 № 64 | |                        |
| 33                     | -                      | Готель Россе, початок XX ст. | Алупка                                 | вул. Фрунзе, корпус № 6 санаторію «Сонячний» | Рішення Ялтинського МВК від 24.01.1992 № 64 | |                        |
| 34                     | -                      | Дача Телепчі, початок XX ст. | Алупка                                 | вул. Фрунзе, корпус № 8 санаторію «Сонячний» | Рішення Ялтинського МВК від 24.01.1992 № 64 | |                        |
| 35                     | -                      | Дача Сокорнова, початок XX ст. | Алупка                                 | вул. Ялтинська, 14 | Рішення Ялтинського МВК від 24.01.1992 № 64 | |                        |
| 36                     | -                      | Дача Стаховського, початок XX ст. | Алупка                                 | вул. Ялтинська, 16, корпус № 5 санаторію «Шахтар» | Рішення Ялтинського МВК від 24.01.1992 № 64 | |                        |
| 37                     | -                      | Дача Поспєлова, початок XX ст. | Алупка                                 | вул. Ялтинська, 19, приймальне відділення санаторію МВС | Рішення Ялтинського МВК від 24.01.1992 № 64 | |                        |
| 38                     | -                      | Колишній маєток То кмакова, кінець XIX ст. — початок XX ст. | Алупка                                 | вул. Ялтинська, 5, адміністративний корпус, їдальня, медичний склад санаторію «Шахтар»                                                                                    | Рішення Ялтинського МВК від 24.01.1992 № 64 | |                        |
| смт Гаспра             |                        | |                                        | | | |                        |
| 1                      | -                      | Головний корпус санаторію «Україна» з каскадом сходів | Гаспра                                 | санаторій «України» | Рішення Ялтинського МВК від 24.01.1992 № 64 | |                        |
| смт Гурзуф             |                        | |                                        | | | |                        |
| Національного значення |                        | |                                        | | | |                        |
| 1                      | —                      | 010036-Н | Будинок, в якому жив поет О. С. Пушкін | Гурзуф | наб. ім. О. С. Пушкіна, 3 | Постанова Кабінету Міністрів України від 03.09.2009 р. № 928; Рішення КО від 05.09.1969 р. № 595; Рішення КО від 22.05.1979 р. № 284; Держ. реєстр нац. культ. спадщини (пам'ятники історії, монументального мистецтва та археології), затверджений наказом МКіМУкраїни від 15.06.1999 р. № 393, додаток 1, номер за реєстром 3574 |                        |
| смт Кореїз             |                        | |                                        | | | |                        |
| Місцевого значення     |                        | |                                        | | | |                        |
| 1                      | -                      | Парк садівника К. Кебаха, Парк «Місхорський» | Кореїз                                 | Кореїзька с/р | Рішення Ялтинського МВК від 24.01.1992 № 64 | |                        |
| 2                      | -                      | Комплекс споруд садиби «Дюльбер»: будівля конюшні, госпспоруди. | Кореїз                                 | вул. Алупкінське шосе, 1, СК «Дюльбер» | Рішення Ялтинського МВК від 24.01.1992 № 64 | |                        |
| 3                      | -                      | Мармуровий стіл, мармурова лава, фонтан — стела | Кореїз                                 | вул. Алупкінське шосе, 1, СК «Дюльбер» | Рішення Ялтинського МВК від 24.01.1992 № 64 | |                        |
| 4                      | -                      | Будівля переговорного пункту пансіонату «Місхор», друга половина 19в. | Кореїз                                 | вул. Алупкінське шосе, 10, СК " Місхор " | Рішення Ялтинського МВК від 24.01.1992 № 64 | |                        |
| 5                      | -                      | Колишній маєток Долгоруких-Наришкін, XIX ст. — початок XX ст. | Кореїз                                 | вул. Алупкінське шосе, 15, корпус № 1 з басейном санаторію «Комунари» | Рішення Ялтинського МВК від 24.01.1992 № 64 | |                        |
| 6                      | 4586                   | Колишній будинок садівника маєтки графині Клейнміхель | Кореїз                                 | вул. Парковий узвіз, 16 | Наказ Рескомітету з охорони та використання пам'яток історії та культури від 02.04.2001 № 4-ів. рег. № 22/308 від 17.04.2001 ГУ юстиції Мінюстиції Україні в АРК | |                        |
| 7                      | 4587                   | Колишня дача графині Клейнміхель | Кореїз                                 | вул. Парковий спуск, 28 | Наказ Рескомітету з охорони та використання пам'яток історії та культури від 02.04.2001 № 4-в, рег. № 22/308 від 17.04.2001 ГУ юстиції Мін'юстом України в АРК | |                        |
| 8                      | 4588                   | Корєїзськом цвинтар з каплицею Мейєра, кінець XIX ст. — початок XX ст. | Кореїз                                 | вул. Севастопольське шосе | Наказ Рескомітету з охорони та використання пам'яток історії та культури від 02.04.2001 № 4-в, рег. № 22/308 від 17.04.2001 ГУ юстиції Мін'юстом України в АРК | |                        |
| смт Лівадія            |                        | |                                        | | | |                        |
| Національного значення |                        | |                                        | | | |                        |
| 1                      | 010037-Н               | Лівадійський палацовий комплекс, XIX-ХХ вв. | П. Лівадія                             | вул. Батурина, 44; | Постанова Кабінету Міністрів України від 03.09.2009 № 928; Рішення КО від 05.09.1969 р. № 595, діл. № 622; Постанова РМ УРСР від 06.09.1979 р. № 442, діл. № 1221; Рішення КО від 22.05.1979 р. № 284; Рішення КО від 20.02.1990г. № 48; Рішення Ялтинського МВК від 29.10.1993 № 729 | |                        |
| Місцевого значення     |                        | |                                        | | | |                        |
| 1                      | -                      | Будинки для службовців маєтку, 1890–1900 рр.. | Лівадія                                | Лівадійська с/р, Будинок відпочинку «Прикордонник», житлові будинки. | Рішення Ялтинського МВК від 29.10.1993 № 729 | |                        |
| 2                      | -                      | Оранжереї, парники, погріб при городах та фруктовому саду, (відтворювалося в період з 1860 р. по 1914 р.) | Лівадія                                | смт Лівадія | Рішення Ялтинського МВК від 29.10.1993 № 729 | |                        |
| 3                      | -                      | Будинок керуючого маєтком, 1840–1850 рр.. | Лівадія                                | смт Лівадія | Рішення Ялтинського МВК від 29.10.1993 № 729 | |                        |
| 4                      | -                      | Паркові альтанки: 1) пергола, 1863 р., І. А. Монігетті; 2) рожева, 1863 р., І. А. Монігетті; 3) лаврова, 1865 р., І. А. Монігетті; 4) турецька, 1865 р., І. А. Монігетті 5) виноградна, 1912 р., Микола II, Краснов | Лівадія                                | смт Лівадія | Рішення Ялтинського МВК від 29.10.1993 № 729 | |                        |
| 5                      | -                      | Будинок реставратора палацу, 1901–1903 рр.. | Лівадія                                | смт Лівадія, гродські лікарня | Рішення Ялтинського МВК від 29.10.1993 № 729 | |                        |
| 6                      | -                      | Училище, 1890-е роки | Лівадія                                | смт Лівадія, лабораторія паталого-анатомічного відділення | Рішення Ялтинського МВК від 29.10.1993 № 729 | |                        |
| 7                      | -                      | Резервуари для води на 200 тис. відер, 1911 р. | Лівадія                                | смт Лівадія, парк | Рішення Ялтинського МВК від 29.10.1993 № 729 | |                        |
| 8                      | -                      | Будинок виноробів | Лівадія                                | смт Ореанда, 11 (10) | Рішення Ялтинського МВК від 29.10.1993 № 729 | |                        |
| 9                      | -                      | Адміральський будинок, 1836–1849 рр.. | Лівадія                                | смт Ореанда, 12, санаторій «Нижня Ореанда», бібліотека | Рішення Ялтинського МВК від 29.10.1993 № 729 | |                        |
| 10                     | -                      | Будинок для священнослужителів, 1885 р. | Лівадія                                | смт Ореанда, 12, санаторій «Нижня Ореанда», адміністративний корпус (одноповерховий).                                                                                     | Рішення Ялтинського МВК від 29.10.1993 № 729 | |                        |
| 11                     | -                      | Докторський будинок, 1870-е роки | Лівадія                                | смт Ореанда, 12, санаторій «Нижня Ореанда», будинок для охорони санаторію.                                                                                                | Рішення Ялтинського МВК від 29.10.1993 № 729 | |                        |
| 12                     | -                      | Офіцерський будинок Кримського командира ескадрону, 1908 р. | Лівадія                                | смт Ореанда, 13 | Рішення Ялтинського МВК від 29.10.1993 № 729 | |                        |
| 13                     | -                      | Вінподвали лабораторії маєтку Ореанди, 1888–1890 рр.. | Лівадія                                | смт Ореанда, підвал об'єднання Масандра | Рішення Ялтинського МВК від 29.10.1993 № 729 | |                        |
| 14                     | -                      | Російська лазня з білизняним складом, 1862 р., 1909–1910 рр.., Капітальний ремонт | Лівадія                                | пров. Батурина, 13 | Рішення Ялтинського МВК від 29.10.1993 № 729 | |                        |
| 15                     | -                      | Барак для чорноробів, 1860-1870-е роки | Лівадія                                | пров. Батурина, 2 | Рішення Ялтинського МВК від 29.10.1993 № 729 | |                        |
| 16                     | -                      | Будинок для службовців, 1911 р. | Лівадія                                | пров. Батурина, 3 | Рішення Ялтинського МВК від 29.10.1993 № 729 | |                        |
| 17                     | -                      | Контора маєтки з будинком конторника та брандмейстера, 1890-е роки | Лівадія                                | пер. Батурина, 6, адміністративний корпус санаторію «Лівадія» | Рішення Ялтинського МВК від 29.10.1993 № 729 | |                        |
| 18                     | -                      | Карантинний будинок, 1911–1912 рр.. | Лівадія                                | пров. Севастопольський, 23 | Рішення Ялтинського МВК від 29.10.1993 № 729 | |                        |
| 19                     | -                      | Карантинний будинок, 1911–1912 рр.. | Лівадія                                | пров. Севастопольський, 25 | Рішення Ялтинського МВК від 29.10.1993 № 729 | |                        |
| 20                     | -                      | Сторожка, 1870-е роки | Лівадія                                | пров. Юності, 1 | Рішення Ялтинського МВК від 29.10.1993 № 729 | |                        |
| 21                     | -                      | Музична казарма (перший кінотеатр ЮБК), 1872–1873 рр.., 1911 р. перебудова | Лівадія                                | пров. Юності, 2 | Рішення Ялтинського МВК від 29.10.1993 № 729 | |                        |
| 22                     | -                      | Офіцерський будинок при казармі козаків, 1870 р. | Лівадія                                | пров. Юності, 4 | Рішення Ялтинського МВК від 29.10.1993 № 729 | |                        |
| 23                     | -                      | Тенісний корт, 1909 р. | Лівадія                                | санаторій «Чорномор'я» | Рішення Ялтинського МВК від 29.10.1993 № 729 | |                        |
| 24                     | -                      | Верхня стайня, 1869 р. | Лівадія                                | вул. Батурина | Рішення Ялтинського МВК від 29.10.1993 № 729 | |                        |
| 25                     | -                      | "Чорний двір "при будинку керуючого, 1864 р. | Лівадія                                | вул. Батурина, 12 | Рішення Ялтинського МВК від 29.10.1993 № 729 | |                        |
| 26                     | -                      | Будинок керуючого маєтком, 1862–1863 рр.. | Лівадія                                | вул. Батурина, 14 | Рішення Ялтинського МВК від 29.10.1993 № 729 | |                        |
| 27                     | -                      | Будинок для робітників електростанції, 1911 р. | Лівадія                                | вул. Батурина, 2 | Рішення Ялтинського МВК від 29.10.1993 № 729 | |                        |
| 28                     | -                      | Велика запасна конюшня з флігелями для конюхів, 1872 р. | Лівадія                                | вул. Батурина, 22а | Рішення Ялтинського МВК від 29.10.1993 № 729 | |                        |
| 29                     | -                      | Каретний сарай з будинком для конюха, 1862–1864 рр.. | Лівадія                                | вул. Батурина, 24, літер «А» | Рішення Ялтинського МВК від 29.10.1993 № 729 | |                        |
| 30                     | -                      | Конюшня для палацових та скакових коней з флігелями для конюхів, 1862 р. перебудова після пожежі — 1910 р. | Лівадія                                | вул. Батурина, 26 | Рішення Ялтинського МВК від 29.10.1993 № 729 | |                        |
| 31                     | -                      | Великий Конюшенного будинок (для конюхів та служителів маєтки), 1914–1915 рр.. | Лівадія                                | вул. Батурина, 28 | Рішення Ялтинського МВК від 29.10.1993 № 729 | |                        |
| 32                     | -                      | Житловий будинок з магазином, 1890-е роки | Лівадія                                | вул. Батурина, 28а | Рішення Ялтинського МВК від 29.10.1993 № 729 | |                        |
| 33                     | -                      | Будинок садівника, 1862–1863 рр.., 1878 р. | Лівадія                                | вул. Батурина, 32 | Рішення Ялтинського МВК від 29.10.1993 № 729 | |                        |
| 34                     | -                      | «Оранжерея Потоцького», 1862–1863 рр.. | Лівадія                                | вул. Батурина, 34 | Рішення Ялтинського МВК від 29.10.1993 № 729 | |                        |
| 35                     | -                      | Електростанція, 1911 р. | Лівадія                                | вул. Батурина, 4 | Рішення Ялтинського МВК від 29.10.1993 № 729 | |                        |
| 36                     | -                      | Пошта з телеграфом з квартирами для службовців, 1890-е роки | Лівадія                                | вул. Батурина, 4 | Рішення Ялтинського МВК від 29.10.1993 № 729 | |                        |
| 37                     | -                      | «Оранжерея Потоцького», 1862–1865 рр.. | Лівадія                                | вул. Батурина, 42 | Рішення Ялтинського МВК від 29.10.1993 № 729 | |                        |
| 38                     | -                      | Свитський будинок, 1862–1864 рр.. | Лівадія                                | вул. Батурина, 44, літер «Г», санаторій " Лівадія ", лікувальний корпус № 4                                                                                               | Рішення Ялтинського МВК від 29.10.1993 № 729 | |                        |
| 39                     | -                      | малий служітельскіх будинок, 1910–1911 рр.. | Лівадія                                | вул. Батурина, 44, літер «Ж», санаторій " Лівадія спальний корпус № 7 | Рішення Ялтинського МВК від 29.10.1993 № 729 | |                        |
| 40                     | -                      | Пральня з кімнатою для праски, 1902–1904 рр.. | Лівадія                                | вул. Батурина, 44, літер «З», санаторій " Лівадія ", лікувальний корпус № 8                                                                                               | Рішення Ялтинського МВК від 29.10.1993 № 729 | |                        |
| 41                     | -                      | Казарма для козаків та солдатів піхоти, 1865 р. | Лівадія                                | вул. Батурина, 6 | Рішення Ялтинського МВК від 29.10.1993 № 729 | |                        |
| 42                     | -                      | Лікарня з покійницькій, 1864 р. | Лівадія                                | вул. Батурина, 7 | Рішення Ялтинського МВК від 29.10.1993 № 729 | |                        |
| 43                     | -                      | Пекарня-кондитерська, 1866 р., 1911 р. — 2-й поверх | Лівадія                                | вул. Батурина, санаторій " Лівадія ", корпус № 11 | Рішення Ялтинського МВК від 29.10.1993 № 729 | |                        |
| 44                     | -                      | Телеграф, будинок з квартирами, 1860 р., перебудова 1862–1864 рр.. | Лівадія                                | вул. Батурина, санаторій " Лівадія ", корпус № 6 | Рішення Ялтинського МВК від 29.10.1993 № 729 | |                        |
| 45                     | -                      | Великий служітельскіх будинок, 1910–1911 рр.. | Лівадія                                | вул. Батурина, санаторій " Лівадія ", корпус № 9 | Рішення Ялтинського МВК від 29.10.1993 № 729 | |                        |
| 46                     | -                      | Будинок для виноградарів та виноробів, 1873–1874 рр.. | Лівадія                                | вул. Виноградна, 1 | Рішення Ялтинського МВК від 29.10.1993 № 729 | |                        |
| 47                     | -                      | Будинок для виноградарів, 1900 р. | Лівадія                                | вул. Виноградна, 13 | Рішення Ялтинського МВК від 29.10.1993 № 729 | |                        |
| 48                     | -                      | винпідвал маєтку Потоцького, 1849 р. | Лівадія                                | вул. виноградна, 2 | Рішення Ялтинського МВК від 29.10.1993 № 729 | |                        |
| 49                     | -                      | Новий винпідвал, 1878 р. | Лівадія                                | вул. Виноградна, 2 | Рішення Ялтинського МВК від 29.10.1993 № 729 | |                        |
| 50                     | -                      | Казарма піхотна, 1880–1882 рр.. | Лівадія                                | вул. Виноградна, 6 | Рішення Ялтинського МВК від 29.10.1993 № 729 | |                        |
| 51                     | -                      | Колишній царський гараж, 1910–1911 рр.. | Лівадія                                | вул. Севастопольське шосе, 1 | Рішення Ялтинського МВК від 29.10.1993 № 729 | |                        |
| 52                     | -                      | Будинок вчителів при училищі, 1890-е роки | Лівадія                                | вул. Севастопольське шосе, 2/2 | Рішення Ялтинського МВК від 29.10.1993 № 729 | |                        |
| 53                     | -                      | Будинок співочої капели, 1911 р. | Лівадія                                | вул. Севастопольське шосе, 2/7, міська лікарня — неврологічне відділення.                                                                                                 | Рішення Ялтинського МВК від 29.10.1993 № 729 | |                        |
| 54                     | -                      | Житловий будинок для службовців маєтки, 1911 р. | Лівадія                                | вул. Севастопольське шосе, 4, санаторій " Прикордонник ", адміністративний корпус                                                                                         | Рішення Ялтинського МВК від 29.10.1993 № 729 | |                        |
| 55                     | -                      | Казарма Віленського полку, 1890 р. | Лівадія                                | вул. Севастопольське шосе, 4, санаторій " Прикордонник ", лікувальний корпус                                                                                              | Рішення Ялтинського МВК від 29.10.1993 № 729 | |                        |
| 56                     | -                      | Будинок для вищих офіцерів охорони, 1901–1903 рр.. | Лівадія                                | вул. Севастопольське шосе, 4/2, санаторій " Прикордонник ", корпус № 3 | Рішення Ялтинського МВК від 29.10.1993 № 729 | |                        |
| 57                     | -                      | Великий будинок для робітників гаража, 1911 р. | Лівадія                                | вул. Севастопольське шосе, 6, будинок відпочинку " Прикордонник ", житловий будинок                                                                                       | Рішення Ялтинського МВК від 29.10.1993 № 729 | |                        |
| 58                     | -                      | Сторожка західних воріт, 1866 р. | Лівадія                                | вул. Севастопольське шосе, 7 | Рішення Ялтинського МВК від 29.10.1993 № 729 | |                        |
| 59                     | -                      | Будинок для робітників маєтку, 1910–1911 рр.. | Лівадія                                | вул. Сеченова | Рішення Ялтинського МВК від 29.10.1993 № 729 | |                        |
| смт Масандра           |                        | |                                        | | | |                        |
| 1                      | -                      | Літній театр з колонадою НБС, 1938 р. | Масандра                               | смт Нікіта, Нікітський ботанічний сад (НБС) | Рішення Ялтинського МВК від 24.01.1992 № 64 | |                        |
| 2                      | -                      | Тераса з водним басейном НБС, 1938 р. | Масандра                               | смт Нікіта, Нікітський ботанічний сад (НБС) | Рішення Ялтинського МВК від 24.01.1992 № 64 | |                        |
| 3                      | -                      | Пропиляний входу в нижній сад, 1912 р. | Масандра                               | смт Микита, Нікітський ботанічний сад (НБС) | Рішення Ялтинського МВК від 24.01.1992 № 64 | |                        |
| 4                      | -                      | Адміністративне завдання НБС, 1938 р. | Масандра                               | смт Нікіта, Нікітський ботанічний сад (НБС) | Рішення Ялтинського МВК від 24.01.1992 № 64 | |                        |
| 5                      | -                      | Копія античної скульптури " Хлопчик виймає скалку " | Масандра                               | смт Нікіта, Нікітський ботанічний сад (НБС) | Рішення Ялтинського МВК від 24.01.1992 № 64 | |                        |
| 6                      | -                      | Копія " Фонтана сліз " | Масандра                               | смт Нікіта, Нікітський ботанічний сад (НБС) | Рішення Ялтинського МВК від 24.01.1992 № 64 | |                        |
| 7                      | -                      | Мармурова скульптура купальниці | Масандра                               | смт Нікіта, Нікітський ботанічний сад (НБС) | Рішення Ялтинського МВК від 24.01.1992 № 64 | |                        |
| смт Сімеїз             |                        | |                                        | | | |                        |
| 1                      | -                      | Корпус № 2 пансіонату «Кастрополь» | Сімеїз                                 | смт Берегове, пансіонат «Кастрополь» | Рішення Ялтинського МВК від 24.01.1992 № 64 | |                        |
| 2                      | -                      | Адміністративний корпус морського гідрофізичного інституту АН України | Сімеїз                                 | смт Кацивелі | Рішення Ялтинського МВК від 24.01.1992 № 64 | |                        |
| 3                      | -                      | Штормовий басейн морського гідрофізичного інституту АН України | Сімеїз                                 | смт Кацивелі | Рішення Ялтинського МВК від 24.01.1992 № 64 | |                        |
| 4                      | -                      | Хостел Памеранцевої А. В., початок XX ст. | Сімеїз                                 | смт Кацивелі, вул. Академічна, 13 | Рішення Ялтинського МВК від 24.01.1992 № 64 | |                        |
| 5                      | -                      | Колишній маєток Ф.Ревеліоті «Свята Трійця» | Сімеїз                                 | смт Понизівка, б/в «Понизівка» | Рішення Ялтинського МВК від 24.01.1992 № 64 | |                        |
| 6                      | -                      | Дача Алчевських-Щербакових, кінець XIX ст. | Сімеїз                                 | смт Понизівка, б/в «Понизівка», лікувальний корпус. | Рішення Ялтинського МВК від 24.01.1992 № 64 | |                        |
| 7                      | -                      | Дача Веселовського, кінець XIX ст. | Сімеїз                                 | смт Понизівка, б/в «Понизівка», лікувальний корпус. | Рішення Ялтинського МВК від 24.01.1992 № 64 | |                        |
| 8                      | -                      | Будинок Мілютіна Д. А., кінець XIX ст. | Сімеїз                                 | вул. Баранова, 2, житловий будинок, їдальня санаторію ім. Баранова. | Рішення Ялтинського МВК від 24.01.1992 № 64 | |                        |
| 9                      | -                      | Будинок Мілютіна Д. А., кінець XIX ст. | Сімеїз                                 | вул. Баранова, 2, корпус № 2 санаторію ім. Баранова | Рішення Ялтинського МВК від 24.01.1992 № 64 | |                        |
| 10                     | -                      | Дача, початок XX ст. | Сімеїз                                 | вул. Васильченко, 2, житловий фонд санаторію ім. Семашко | Рішення Ялтинського МВК від 24.01.1992 № 64 | |                        |
| 11                     | -                      | Дача Білокопитова В. Н., початок XX ст. | Сімеїз                                 | вул. Васильченко, 4, житловий фонд санаторію ім. Семашко | Рішення Ялтинського МВК від 24.01.1992 № 64 | |                        |
| 12                     | -                      | Дача Смислова І. М., початок XX ст. | Сімеїз                                 | вул. Васильченко, 5, житловий фонд санаторію «Червоний маяк» | Рішення Ялтинського МВК від 24.01.1992 № 64 | |                        |
| 13                     | -                      | Дача А. М. Шінкдлера, Вілла " Віра ", початок 20в. | Сімеїз                                 | вул. Васильченко, 6, житловий фонд санаторію ім. Семашко | Рішення Ялтинського МВК від 24.01.1992 № 64 | |                        |
| 14                     | -                      | Дача " Чайка «, початок XX ст. | Сімеїз                                 | вул. Васильченко, 7, житловий фонд санаторію ім. Семашко | Рішення Ялтинського МВК від 24.01.1992 № 64 | |                        |
| 15                     | -                      | Дача Федорова А. С., початок XX ст. | Сімеїз                                 | вул. Васильченко, 9, житловий фонд санаторію ім. Семашко | Рішення Ялтинського МВК від 24.01.1992 № 64 | |                        |
| 16                     | -                      | Житловий будинок з трикутним фронтоном, початок XX ст. | Сімеїз                                 | вул. Горького, 28 | Рішення Ялтинського МВК від 24.01.1992 № 64 | |                        |
| 17                     | -                      | Дача Бордакова Н. М., початок XX ст. | Сімеїз                                 | вул. Горького, 32 | Рішення Ялтинського МВК від 24.01.1992 № 64 | |                        |
| 18                     | -                      | Дача Соловйової, початок XX ст./Військовий госпіталь/ | Сімеїз                                 | вул. Красномаякская | Рішення Ялтинського МВК від 24.01.1992 № 64 | |                        |
| 19                     | -                      | Дача Диханова, початок XX ст. | Сімеїз                                 | вул. Красномаякская, 12, житловий фонд санаторію „Червоний маяк“. | Рішення Ялтинського МВК від 24.01.1992 № 64 | |                        |
| 20                     | -                      | Дача» Ельвіра ", початок XX ст. | Сімеїз                                 | вул. Красномаякская, 2, житловий фонд санаторію «Червоний маяк» | Рішення Ялтинського МВК від 24.01.1992 № 64 | |                        |
| 21                     | -                      | Дача Аракін А. Д., початок XX ст. | Сімеїз                                 | вул. Красномаякская, 7, житловий фонд санаторію «Юність» (колишній «Леніна»)                                                                                              | Рішення Ялтинського МВК від 24.01.1992 № 64 | |                        |
| 22                     | -                      | Дача Паршиної В. Д., початок XX ст. | Сімеїз                                 | вул. Красномаякская, корпус санаторію «Червоний маяк» | Рішення Ялтинського МВК від 24.01.1992 № 64 | |                        |
| 23                     | -                      | Дача Третьякова Н. І., початок XX ст. | Сімеїз                                 | вул. Красномаякская, корпус санаторію «Червоний маяк» | Рішення Ялтинського МВК від 24.01.1992 № 64 | |                        |
| 24                     | -                      | Дача Духовской С. І., початок XX ст. | Сімеїз                                 | вул. Красномаякская, корпус санаторію «Червоний маяк» | Рішення Ялтинського МВК від 24.01.1992 № 64 | |                        |
| 25                     | -                      | Дача Сатиной Н. І., початок XX ст. | Сімеїз                                 | вул. Красномаякская, санаторій «Червоний маяк» | Рішення Ялтинського МВК від 24.01.1992 № 64 | |                        |
| 26                     | -                      | Дача Анджельсон, початок XX ст. | Сімеїз                                 | вул. Луговського, 1, санаторій Міністерства оборони-камера зберігання. Стан незадовільний.                                                                                | Рішення Ялтинського МВК від 24.01.1992 № 64 | |                        |
| 27                     | -                      | Дача, початок XX ст. | Сімеїз                                 | вул. Луговського, 1, санаторій Міністерства оборони-корпус № 2 | Рішення Ялтинського МВК від 24.01.1992 № 64 | |                        |
| 28                     | -                      | Дача, початок XX ст. | Сімеїз                                 | вул. Луговського, 5 | Рішення Ялтинського МВК від 24.01.1992 № 64 | |                        |
| 29                     | -                      | Дача, початок XX ст. | Сімеїз                                 | вул. Луговського, 7, санаторій ім. Семашко | Рішення Ялтинського МВК від 24.01.1992 № 64 | |                        |
| 30                     | -                      | Дача М. К. Родовіча («Дельфін») | Сімеїз                                 | вул. Луговського, 8, корпус № 4 санаторію ім. Семашко | Рішення Ялтинського МВК від 24.01.1992 № 64 | |                        |
| 31                     | -                      | Дача Арнольді Є. В., початок XX ст. | Сімеїз                                 | вул. Радянська, 37, літер «А» (корпус санаторію « Червоний маяк») | Рішення Ялтинського МВК від 24.01.1992 № 64 | |                        |
| 32                     | -                      | Дача Полуніна В. Я., початок XX ст. | Сімеїз                                 | вул. Радянська, 52, корпус санаторію «Червоний маяк» | Рішення Ялтинського МВК від 24.01.1992 № 64 | |                        |
| 33                     | -                      | Дача Старицької В. Д., початок XX ст. | Сімеїз                                 | вул. Радянська, 56, житловий фонд санаторію «Червоний маяк» | Рішення Ялтинського МВК від 24.01.1992 № 64 | |                        |
| 34                     | -                      | Дача юрнал В. С., початок XX ст. | Сімеїз                                 | вул. Радянська, 66/1, житловий фонд санаторію «Юність» (колишній "Леніна ")                                                                                               | Рішення Ялтинського МВК від 24.01.1992 № 64 | |                        |
| 35                     | -                      | Житловий будинок з готичним малюнком балконів, початок XX ст. | Сімеїз                                 | вул. Радянська, 66/2, житловий фонд санаторію «Юність» (колишній «Леніна»)                                                                                                | Рішення Ялтинського МВК від 24.01.1992 № 64 | |                        |
| 36                     | -                      | Житловий будинок, початок XX ст. | Сімеїз                                 | вул. Радянська, 66/3, житловий фонд санаторію «Юність» (колишній «Леніна»)                                                                                                | Рішення Ялтинського МВК від 24.01.1992 № 64 | |                        |
| смт Форос              |                        | |                                        | | | |                        |
| 1                      | -                      | Парк «Мухалатка», колишній маєток Кокорева Е. Я., XIX ст. | Форос                                  | смт Олива, санаторій «Мухалатка» | Рішення Ялтинського МВК від 24.01.1992 № 64 | |                        |
| 2                      | -                      | Парк «Мшатка», колишня садиба Данилевського Н. Я., XIX ст. | Форос                                  | смт Санаторне | Рішення Ялтинського МВК від 24.01.1992 № 64 | |                        |
| 3                      | -                      | винпідвал, 1911 р. | Форос                                  | вул. Космонавтів, 3, гуртожиток санаторію «Форос» | Рішення Ялтинського МВК від 24.01.1992 № 64 | |                        |
| 4                      | -                      | Іподром, 1911 р. | Форос                                  | вул. Фороський узвіз, 1, їдальня санаторію «Форос» | Рішення Ялтинського МВК від 24.01.1992 № 64 | |                        |
|                        |                        | |                                        | | | |                        |